# Demonax mulio
Demonax mulio là một loài bọ cánh cứng trong họ Cerambycidae.